# Joanna Rakoff
Joanna Rakoff (Nyack, 8 de mayo de 1972) es una periodista, poeta, crítica y novelista independiente estadounidense. Sus obras han sido traducidas a más de veinte idiomas.

## Educación
Nació en Nyack, Nueva York, en 1972. Entre 1990 y 1995, estudió literatura inglesa en Oberlin College en Ohio y luego completó una maestría en literatura inglesa en la University College de Londres. Más tarde obtuvo un máster en Bellas Artes por la Universidad de Columbia.

## Carrera
En 1996, a los 23 años, Rakoff aceptó un trabajo en una de las agencias literarias más antiguas de Nueva York, Harold Ober Associates. Sin que Rakoff lo supiera, la agencia se ocupaba de los intereses del notoriamente solitario escritor J. D. Salinger. En su época en la agencia, las responsabilidades de Rakoff incluyeron responder al gran volumen de correo de los fanáticos que le escribían a Salinger, Rakoff respondió a cada carta con un modelo de respuesta genérica que explicaba que Salinger no leía el correo de los fanes. Su período en la agencia coincidió con la abortada publicación de Salinger del cuento Hapworth 16, 1924. Las experiencias de Rakoff con la agencia y sus encuentros con el propio Salinger los relató posteriormente en sus memorias sobre su estancia en la agencia literaria, Mi año con Salinger (2014).
Su primera novela, A Fortunate Age, se publicó en 2009. Fue galardonada con el 'Premio Goldberg de ficción judía para escritores emergentes'.
En 2010, creó un documental de radio sobre Salinger y su correo de fanes para BBC Radio 4, titulado Hey Mr Salinger. Un editor que escuchaba la radio, escuchó el programa y se puso en contacto con Rakoff animándola a producir un libro de memorias sobre su tiempo trabajando en la agencia que se ocupaba de los intereses de Salinger. Estas memorias se convirtieron en su segundo libro, titulado Mi año con Salinger, se publicó en 2014 con gran éxito de crítica. Rachel Cooke lo eligió como uno de los mejores libros de 2014. El libro se convirtió en una película de 2020 del mismo nombre protagonizada por Margaret Qualley como Rakoff y Sigourney Weaver como su jefa, dirigida por Philippe Falardeau. El film abrió el 70.º Festival Internacional de Cine de Berlín, posteriormente integró el catálogo de la plataforma de streaming Netflix, con el título El trabajo de mis sueños.
Como escritora independiente, también escribe para The New York Times, Los Angeles Times y Vogue, y es articulista para Time Out New York y Newsday, entre otras publicaciones.

## Vida personal
Rakoff vive en Cambridge, Massachusetts.

## Obras
- A Fortunate Age. New York: Scribner, 2009.
- Mi año con Salinger. Ediciones B, 2014. ISBN 978-84-02-42141-8